# Julian Peterson
Julian Thomas Peterson (Hillcrest Heights, 28 luglio 1978) è un ex giocatore di football americano statunitense che ha giocato nel ruolo di linebacker nella National Football League. Al college giocò a football all'Università statale del Michigan.

## Carriera professionistica

### San Francisco 49ers
Peterson fu scelto dai San Francisco 49ers come 16º assoluto nel Draft NFL 2000. Nella sua prima stagione mise a segno 47 tackle, 4 sack e 2 intercetti. Nel 2002 fu convocato per il suo primo Pro Bowl dopo avere fatto registrare 94 tackle. In sei stagioni in California totalizzò 394 tackle, 21,5 sack e 5 intercett in 79 gare, venendo convocato per due Pro Bowl.

### Seattle Seahawks
Peterson firmò coi Seattle Seahawks prima della stagione 2006. Nella prima stagione a Seattle fu convocato per il terzo Pro Bowl dopo avere terminato con 89 tackle e un primato in carriera di 10 sack. Anche l'anno successivo fu selezionato per il Pro Bowl, terminando con 74 tackle e 9.5 sack. Nel suo terzo e ultimo anno con la franchigia fu convocato per il quinto Pro Bowl in carriera.

### Detroit Lions
I Seattle Seahawks scambiarono Peterson coi Detroit Lions per il defensive tackle Cory Redding e una scelta del quinto giro del draft il 14 marzo 2009. Il 5 gennaio 2011 fu svincolato dopo due stagioni dai Lions.

## Palmarès
- Convocazioni al Pro Bowl: 5

2002, 2003, 2006, 2007, 2008
- All-Pro:3

2002, 2003, 2007

## Statistiche
| Tackle     | 756  |
| Sack       | 51,5 |
| Intercetti | 8    |